# Supermodel Brazil
O Supermodel of the World – Brazil é um concurso de beleza feito especialmente para modelos do Brasil. Também pode ser definido como a etapa nacional do certame internacional de Supermodel of the World. O concurso é administrado pelos empresários Denise Céspedes e Décio Ribeiro, que detêm os direitos de representar a Ford Models no país. 
Na competição internacional, o país já teve duas conquistas: a primeira com Camila Finn, que com apenas 13 anos foi considerada uma das grandes promessas do mundo da moda. A segunda vencedora foi a paraense Tayane Leão, que venceu a edição de 2009.

## Vencedoras
| Ano  | Vencedoras          | Origem            | Classificação          |
| 1980 | —                   | —                 | —                      |
| 1982 | Betty Prado         | São Paulo         |                        |
| 1983 | Julie Kowarick      | São Paulo         | Finalista (Top 07)     |
| 1984 | Ariela Carvalho     | São Paulo         | Semifinalista (Top 15) |
| 1986 | Vívian Cunha        | São Paulo         |                        |
| 1987 | —                   | —                 | —                      |
| 1988 | Cláudia Nápoles     | São Paulo         | Semifinalista (Top 15) |
| 1989 | Adriana de Oliveira | São Paulo         | Semifinalista (Top 12) |
| 1990 | Jennifer Chen       | São Paulo         |                        |
| 1991 | Patrícia Mattos     | São Paulo         |                        |
| 1992 | Luciana Curtis      | São Paulo         | Finalistas (Top 08)    |
| 1993 | Juliane Rossi       | Espírito Santo    |                        |
| 1994 | Juliana Trott       | Rio Grande do Sul |                        |
| 1995 | Isabela Fiorentino  | São Paulo         |                        |
| 1996 | Adriana Lima        | Bahia             | 2º. Lugar              |
| 1997 | Polliana Nalesso    | Espírito Santo    | 4º. Lugar              |
| 1998 | Amanda Lenzi        | São Paulo         |                        |
| 1999 | Patrícia Beck       | Santa Catarina    |                        |
| 2000 | Vanessa Schränck    | Rio Grande do Sul | 2º. Lugar              |
| 2001 | Rafaela Pereira     | Rio Grande do Sul |                        |
| 2002 | Liliane Ferrarezi   | Minas Gerais      | 2º. Lugar              |
| 2004 | Paula Liedtke       | Rio Grande do Sul |                        |
| 2005 | Camila Finn         | São Paulo         | SUPERMODEL 2005        |
| 2006 | Augusta Lucchini    | São Paulo         |                        |
| 2007 | Vanessa da Cruz     | Rio Grande do Sul | 5º. Lugar              |
| 2008 | Brenda Queiroz      | Goiás             |                        |
| 2009 | Tayane Leão         | Pará              | SUPERMODEL 2009        |
| 2010 | Bruna Tiedt         | Santa Catarina    | 7º. Lugar              |
| 2011 | Natália Heinzen     | Santa Catarina    | 4º. Lugar              |
| 2012 | —                   | —                 | —                      |
| 2015 | Bianca Balsini      | Santa Catarina    | —                      |
| 2016 | Ana Flávia Santos   | Bahia             | —                      |

### Observações
1. O primeiro concurso no Brasil foi em 1989, cuja vencedora foi Adriana de Oliveira.
2. Finalistas que se tornaram atrizes: Helena Ranaldi (1989), Adriana Garambone (1989), Giselle Tigre (1990) e Suyane Moreira (2000).